# Курт Тішер
Курт Тішер (нім. Kurt Tischer; 20 січня 1925, Мілич, Веймарська республіка — 16 квітня 1944, біля Тернополя, Дистрикт Галичина) — німецький солдат, єфрейтор вермахту. Кавалер Лицарського хреста Залізного хреста.

## Нагороди
- Залізний хрест 2-го і 1-го класу
- Лицарський хрест Залізного хреста (15 червня 1944; посмертно) — як єфрейтор і кулеметник 320-го фузілерного батальйону.